# 最愛 (單曲)
《最愛》是日本組合KOH+的第二首單曲作品。2008年10月1日正式發售。

## 簡介
- 本單曲是柴崎幸和福山雅治組成的組合KOH+的第二張單曲，同時也是《神探伽利略》的電影版《嫌疑犯X的獻身》(2008年10月4日上映)主題曲。演唱該劇主題曲的KOH+睽違一年，再度展開活動。
- 前作發行時，只有在播放《神探伽利略》的富士電視台上節目宣傳；這次因為是電影的主題曲，所以出現在各電視台的音樂節目宣傳。

## 收錄曲
CD
1. 最愛
(作詞・作曲：福山雅治、編曲：福山雅治／井上鑑)
電影「嫌疑犯X的獻身」主題曲。福山表示，這是從電視劇板以來相差約一年製作的企劃，期中掌握住該劇的世界觀，意外地順利完成的曲子。考慮到會在正片結束後播放歌曲，思考著如何包容這有著沉重內容的電影而完成。主題為鎮魂歌。
並且，收錄在CD的音源和收錄在音樂錄影帶的音源，編曲上(有無前奏等)有些許差異(電影版使用的是音樂錄影帶的縮短版本)。
使用的吉他是Gibson・J-50 '59。
另外，福山翻唱此曲的版本被使用於東芝REGZA的廣告，2009年5月15日推出；收錄於同年6月30日發售的音樂專輯「殘響」。
2. 最愛 (Original Karaoke)
(Original Karaoke)

### DVD
1. 最愛 (Music Clip)
「最愛」的音樂錄影帶，和CD收錄的音源編曲不同。

### 收錄專輯
- Love Paranoia(柴崎幸第四張音樂專輯)